# Нарцисичне забезпечення
Нарцисичне забезпечення — у психоаналітичній утеорії це патологічна або надмірна потреба в увазі чи захопленні з боку співзалежних, або така потреба в усній фіксації, яка не бере до уваги почуття, думки чи переваги інших людей.
Це поняття було введено Отто Феніхелем у 1938 році для опису типу захоплення, міжособистісної підтримки чи засобів до існування, які людина отримує від свого оточення та має важливе значення для її самооцінки.

## Історія
Спираючись на концепцію Фрейда про нарцисичне задоволення і на роботу свого колеги, психоаналітика Карла Абрахама Феніхель підкреслив потребу нарцисизму в ранньому розвитку в ресурсах, які дозволять маленьким дітям підтримувати відчуття психічної рівноваги. Він виділив дві основні стратегії для отримання таких нарцисичних запасів — агресію та задобрювання — контрастні стилі підходу, які згодом можуть перерости в садистський та покірний відповідно.
Втрата в дитинстві основних засобів була для Феніхеля ключем до депресивного настрою, а також до схильності шукати компенсаційні нарцистичні запаси після цього. Імпульсні неврози, залежності, включаючи залежність від любові та азартні ігри, розглядалися ним як продукти боротьби за запаси в подальшому житті.  Психоаналітик Ернст Зіммель (1920) раніше розглядав невротичну азартну гру як спробу повернути примітивну любов і увагу в дорослому контексті.

## Розлади особистості
Психоаналітик Отто Кернберґ вважав, що злісний нарцисичний злочинець холодно характеризується ігноруванням інших, якщо їх не можна ідеалізувати як джерела нарцисичного джерела. Самопсихолог Гайнц Когут бачив, що люди з нарцисичним розладом особистості психічно розпадаються, коли їх відрізають від регулярного джерела нарцисичного живлення. До тих, хто постачає такі фігури, можна ставитись так, ніби вони є частиною нарциса, у затьмаренні всіх особистих кордонів.

## Функції при нарцистичній патології
У підлітковому віці нарцисисти інтерналізують «поганого» одержувача (зазвичай своїх батьків). Вони розглядають почуття, які соціально не заохочуються до цього одержувача, включаючи види агресії, такі як ненависть і заздрість, серед інших. Ці уявлення зміцнюють самооцінку нарциса як аморального та зіпсованого. Вони зрештою створюють відчуття власної гідності, яке є дисфункціональним. Їхня впевненість у собі та самооцінка стають нереалістично низькими та спотвореними. Намагаючись придушити ці «погані» почуття, нарцис також пригнічує всі емоції. Їхня агресія спрямовується на фантазії чи заходи, які є соціально законними, як-от екстремальні види спорту, азартні ігри, необережне водіння та шопінг. Нарцис бачить навколишнє середовище як місце, яке є ворожим, нестабільним, незадоволеним, морально неправильним і непередбачуваним.
Нарциси, як правило, не мають внутрішнього почуття власної гідності, тому вони покладаються на інших людей, через увагу або нарцисичну пропозицію, щоб підтвердити свою важливість, щоб відчувати себе добре та підтримувати свою самооцінку. Потім вони перетворюють інших людей на операції чи об'єкти таким чином, що інші не становлять жодної емоційної загрози. Цей реактивний патерн є патологічним нарцисизмом.
Нарцис проектує помилкове «я», щоб викликати постійний потік уваги або нарцисичну подачу з боку інших. Помилкове «я» — це нереальний фасад або прикриття, яке вони показують світові, яке передбачає те, ким нарцис має намір бачитися — могутнім, елегантним, розумним, багатим або з хорошими зв'язками. Потім нарцис «збирає» реакції на це спроектоване помилкове «Я» зі свого оточення, яке може складатися з чоловіка/дружини, родини, друзів, колег, ділових партнерів і однолітків. Якщо очікуваних нарцисичних пропозицій (лестості, захоплення, уваги, страху, поваги, оплесків або схвалення) немає — вони вимагаються або вимагаються нарцисом. Гроші, компліменти, поява в засобах масової інформації, сексуальне завоювання — усе це просто різні форми одного й того самого для нарциса — нарцисичного забезпечення.

### Первинний
Первинна нарцисична пропозиція базується на увазі як у її публічних формах, таких як визнання, слава, ганьба, слава, так і в її приватних, більш міжособистісних типах похвали, захоплення, аплодисментів, страху та відрази. Дуже важливо усвідомити, що первинна нарцисична пропозиція представляє увагу будь-якого роду — позитивну чи негативну. Їхні «реалізації» можуть бути уявними, вигаданими або очевидними лише для нарциса, доки в них вірять інші. Зовнішній вигляд має більше значення, ніж зміст; важлива не правда, а їхнє сприйняття її. Тому, доки вони отримують очікувану реакцію чи увагу, яку вони спроектували через своє фальшиве «я», конотація, пов'язана з цим, несуттєва.

#### Тригери
Основний тригер нарцисизму — це індивід або об'єкт, який спонукає джерело надавати нарцисизм, передаючи джерелу інформацію про помилкове «я» нарциса. Нарцисична пропозиція — це реакція джерела на тригер. Якщо помилкове «я» висловлює захоплення, а нарцис знаходить середовище, яке живить його потреби, то це стає тригером первинної нарцисичної пропозиції.
Публічність (знаменитість чи відомість, відомість чи сумнозвісність) є пусковим механізмом нарцисизму, оскільки спонукає людей звертати увагу на нарциса, таким чином переміщуючи джерела, щоб забезпечити нарцисизм нарцисиста. Публічність можна отримати шляхом викриття, створення чогось або шляхом провокації уваги. Нарцис постійно вдається до всіх трьох, подібно до того, що роблять наркомани, щоб гарантувати регулярну дозу. Однією з таких причин нарцисичного постачання є партнер або компаньйон.

### Вторинний
Вторинна нарцистична пропозиція включає проектування образу, що вони живуть хорошим життям (гідний привід для гордості для нарциса), підтримання безпечного існування (фінансова безпека, особиста прийнятність, зростання) і набуття товариства. Таким чином, мати партнера, володіти значною власністю, бути творчим, керувати компанією (перетвореною на патологічний нарцисичний простір), мати відчуття анархічної свободи, бути частиною спільноти чи суспільства, мати кваліфіковану чи іншу репутацію, бути процвітаючим, володіння землею та демонстрація знаків свого статусу — все також є вторинним нарцисичним джерелом. Що б не було символом статусу в спільноті друзів нарциса і вважалося б вторинним джерелом як досягнення в цій спільноті. Вторинна пропозиція — це загальний образ, який життя нарциса створює для їхніх друзів і родичів. Однак, якщо ми хочемо витримати цей тип пропозиції, він повинен бути позитивним, будь-який прояв негативу в кінцевому підсумку завдасть шкоди людині, ким би вона не була. Саме цей тип пропозиції також є резервним джерелом короткої первинної нарцисичної пропозиції. Однак нарцис використовує обидва приблизно однаково.

### Цитування
1. ↑  Lancer, Darlene (7 серпня 2021). The Concept of Narcissistic Supply. Psychology Today. Процитовано 4 січня 2023.
2. ↑  Fenichel, 1938.
3. ↑  Sigmund Freud, Case Histories II (PFL 9) p. 380.
4. ↑  Abraham, 1927.
5. ↑  Fenichel, 1996, с. 40, 105.
6. ↑  Fenichel, 1996, с. 41, 352—356.
7. ↑  Fenichel, 1996, с. 404—405.
8. ↑  Fenichel, 1996, с. 372, 382 and 510.
9. ↑  Halliday, ред. (1974). The Psychology of Gambling. с. 218.
10. 1 2  Kernberg, Otto F. (1974). Contrasting Viewpoints Regarding the Nature and Psychoanalytic Treatment of Narcissistic Personalities: A Preliminary Communication. Journal of the American Psychoanalytic Association. 22 (2): 255—67. doi:10.1177/000306517402200202. PMID 4412618.
11. ↑  Heinz Kohut, The Chicago Institute Lectures (1996) p. 37
12. ↑  Hotchkiss, Sandy & Masterson, James F. Why Is It Always About You? : The Seven Deadly Sins of Narcissism (2003) p. 28
13. 1 2  Narcissists, Narcissistic Supply And Sources of Supply | HealthyPlace. www.healthyplace.com. Архів оригіналу за 1 вересня 2019. Процитовано 1 вересня 2019.
14. 1 2 3  Narcissistic Supply | The Narcissistic Life. thenarcissisticlife.com. 24 березня 2014. Архів оригіналу за 1 вересня 2019. Процитовано 1 вересня 2019.
15. 1 2  Frequently Asked Question # 76. Narcissists, Narcissistic Supply and Sources of Supply. Архів оригіналу за 3 вересня 2019. Процитовано 1 вересня 2019.
16. 1 2  Note: Narcissistic Supply and Sex. Narcissists, Narcissistic Supply and Sources of Supply. Архів оригіналу за 3 вересня 2019. Процитовано 1 вересня 2019.
17. ↑  Christine (24 березня 2012). Narcissism And The Addiction To Narcissistic Supply. The Roadshow for Therapists (амер.). Архів оригіналу за 1 вересня 2019. Процитовано 1 вересня 2019.
18. ↑  Stines, Sharie (10 лютого 2019). What is Narcissistic Supply?. The Recovery Expert. Архів оригіналу за 1 вересня 2019. Процитовано 1 вересня 2019.
19. ↑  Why does the narcissist devalue his Source of Secondary Narcissistic Supply (SSNS)?. Narcissists, Narcissistic Supply and Sources of Supply. Архів оригіналу за 3 вересня 2019. Процитовано 1 вересня 2019.
20. ↑  The Two Types of Narcissistic Supply You MUST Understand. Soulmates In Hell. 8 вересня 2015. Архів оригіналу за 1 вересня 2019. Процитовано 1 вересня 2019.